# Imagine Entertainment
Imagine Entertainment (раніше Imagine Films Entertainment, також Imagine) — американська кінокомпанія, заснована в 1986 році Браян Грейзер та Рон Говард, після успіху їх спільного фільму «Сплеск» (1984).
Компанія випустила такі фільми -блокбастери, як «Аполлон-13» (1995), «Ігри розуму» (2001) та «Код да Вінчі» (2005).
Йому належать 4 підрозділи: Imagine Features, Imagine Television Studios, Imagine Documentaries та Imagine Kids+Family, а також 3 дочірні компанії: Jax Media, Jigsaw Productions та Marginal Mediaworks.